# Clásica Jaén Paraíso Interior
Clásica Jaén Paraíso Interior er et spansk éndagsløb i landevejscykling, som afholdtes første gang den 14. februar 2022. Løbet er af UCI klassificeret som 1.1 og er en del af UCI Europe Tour. Det køres i Jaén-provinsen og er en pendant til det italienske endagsløb Strade Bianche, der indeholder sektioner med grusveje.

## Vindere
| År   | Vinder             | Toer             | Treer        |
| ---- | ------------------ | ---------------- | ------------ |
| 2022 | Aleksej Lutsenko   | Tim Wellens      | Loïc Vliegen |
| 2023 | Tadej Pogačar      | Ben Turner       | Tim Wellens  |
| 2024 | Oier Lazkano       | Bastien Tronchon | Jan Tratnik  |
| 2025 | Michał Kwiatkowski | Isaac Del Toro   | Ibon Ruiz    |